# Кленица
Кленица (Кленицы) — деревня в Андреапольском районе Тверской области. Входит в Торопацкое сельское поселение.

## География
Расположена примерно в 13 верстах к востоку от села Торопаца на речке Дебрянка.

## История
В конце XIX - начале XX века на месте деревни находилось сельцо Кленицы, которое входило в Торопецкий уезд Псковской губернии..

## Население
| 2002 | 2010 |
| ---- | ---- |
| 6    | ↘1   |